# Wedekindella
Wedekindella, en ocasiones erróneamente denominado Wedekindiella, es un género de foraminífero bentónico considerado homónimo posterior de Wedekindella Schindewolf, 1928, y sustituido por Wedekindia la subfamilia Fusulinellinae, de la familia Fusulinidae, de la superfamilia Fusulinoidea, del suborden Fusulinina y del orden Fusulinida. Su especie tipo era Fusulinella euthusepta. Su rango cronoestratigráfico abarcaba el Pennsylvaniense (Carbonífero superior).

## Discusión
Clasificaciones más recientes incluirían Wedekindella en la subclase Fusulinana de la clase Fusulinata. Wedekindella fue propuesto como un subgénero de Fusulinella, es decir, Fusulinella (Wedekindella).

## Clasificación
Wedekindella incluía a la siguiente especie:
- Wedekindella ellipsoides †
- Wedekindella euthusepta †